# James Taylor, Jr.
Pour les articles homonymes, voir James Taylor et Taylor.
James Taylor, Jr. (1769-1848), est banquier américain, Quartermaster General de l'armée américaine et fondateur de la ville Newport (Kentucky).